# Комарицы (Тверская область)
Комарицы — деревня в Молоковском районе Тверской области.

## География
Находится в восточной части Тверской области на расстоянии приблизительно 14 км по прямой на запад-юго-запад от районного центра поселка Молоково.

## История
Деревня была отмечена еще на карте 1825 года. В 1859 году здесь (деревня Стогинова Комарицы Бежецкого уезда Тверской губернии) было учтено 8 дворов. До 2021 года входила в Молоковское сельское поселение до его упразднения.

## Население
Численность населения: 58 человек (1859 год), 9 (русские 44 %, чеченцы 56 %) в 2002 году, 5 в 2010.